# 오스트레일리아습지쥐
오스트레일리아습지쥐 또는 동부습지쥐(Rattus lutreolus)는 시궁쥐속에 속하는 설치류의 일종이다. 오스트레일리아 남부와 동부 해안가의 토착종이다.

## 특징
오스트레일리아습지쥐는 몸길이는 약 160mm, 꼬리 길이 약 110mm이고 몸무게는 약 120g이다. 단단한 체격에 검정-갈색 털과 검은 발을 갖고 있다. 배 쪽 표면은 크림색부터 갈색을 띠고, 귀는 털로 거의 가려질 정도로 작다. 꼬리는 비늘 모양의 짙은 회색 털이 듬성 듬성 나 있다.

## 분포 및 서식지
오스트레일리아습지쥐는 오스트레일리아 남부와 동부 해안가에서 발견된다. 프레이저섬부터 해안가를 따라 남쪽으로 뉴사우스웨일스주와 빅토리아주를 거쳐 사우스오스트레일리아주 로프티 산맥까지 저지대 지역에서 서식한다. 아종 "벨루티누스"(velutinus)는 태즈메이니아주에서도 발견될 수 있으며, 나머지 아종 "라쿠스"(lacus)는 퀸즐랜드주 애서튼 근처 고지대 우림의 고립된 땅에서 서식한다. 오스트레일리아습지쥐가 좋아하는 서식지는 수원지와 습지 근처의 울창한 식생 지대이다. 최고 수위 이상의 섬 지역의 식물이 울창한 곳도 적합하다. 해안가 히스 숲 지역, 모래 언덕 관목 지대, 초원, 사초속 식물 지대에서도 서식할 수 있다. 이동할 수 있도록 식물 사이에 통로를 만든다. 지역의 식물 밀도에 따라 서식지를 선택하는 경향이 있다. 화재가 일어나기 쉬운 지역은 다시 옮겨 와 살지 않는 경향이 있다. 땅에서 서식하는 힐스빌 보호구역과 같은 장소에서도 볼 수 있다.

## 먹이
먹이는 갈대와 씨앗, 습지 식물 줄기 등과 같은 식물로 이루어져 있다. 여름철에는 곤충과 균류의 섭취가 증가할 수 있다. 그러나 봄 동안에는 번식기를 위해 양이 풍부하고 영양가가 높은 더 많은 양의 씨앗을 먹는 것으로 바뀐다.

## 습성
낮과 밤에 활동적이기 때문에 부분적인 야행성, 주행성 동물이다. 밤에 충분한 양의 먹이를 구하지 않기 때문에 낮 동안에도 식물 먹이를 구해야 한다. 8월경에 성적으로 성숙해지며, 10월에 번식을 시작한다. 1~11마리의 새끼를 낳고, 임신 기간은 평균적으로 약 23~25일이다. 후각을 통해 특정 종에 대한 냄새를 맡아 포식자를 탐지할 수 있다.

## 같이 보기
- 검은발습지쥐